# Mauritiella aculeata
Mauritiella aculeata är en enhjärtbladig växtart som först beskrevs av Carl Sigismund Kunth, och fick sitt nu gällande namn av Karl Ewald Maximilian Burret. Mauritiella aculeata ingår i släktet Mauritiella och familjen Arecaceae. Inga underarter finns listade i Catalogue of Life.

## Bildgalleri

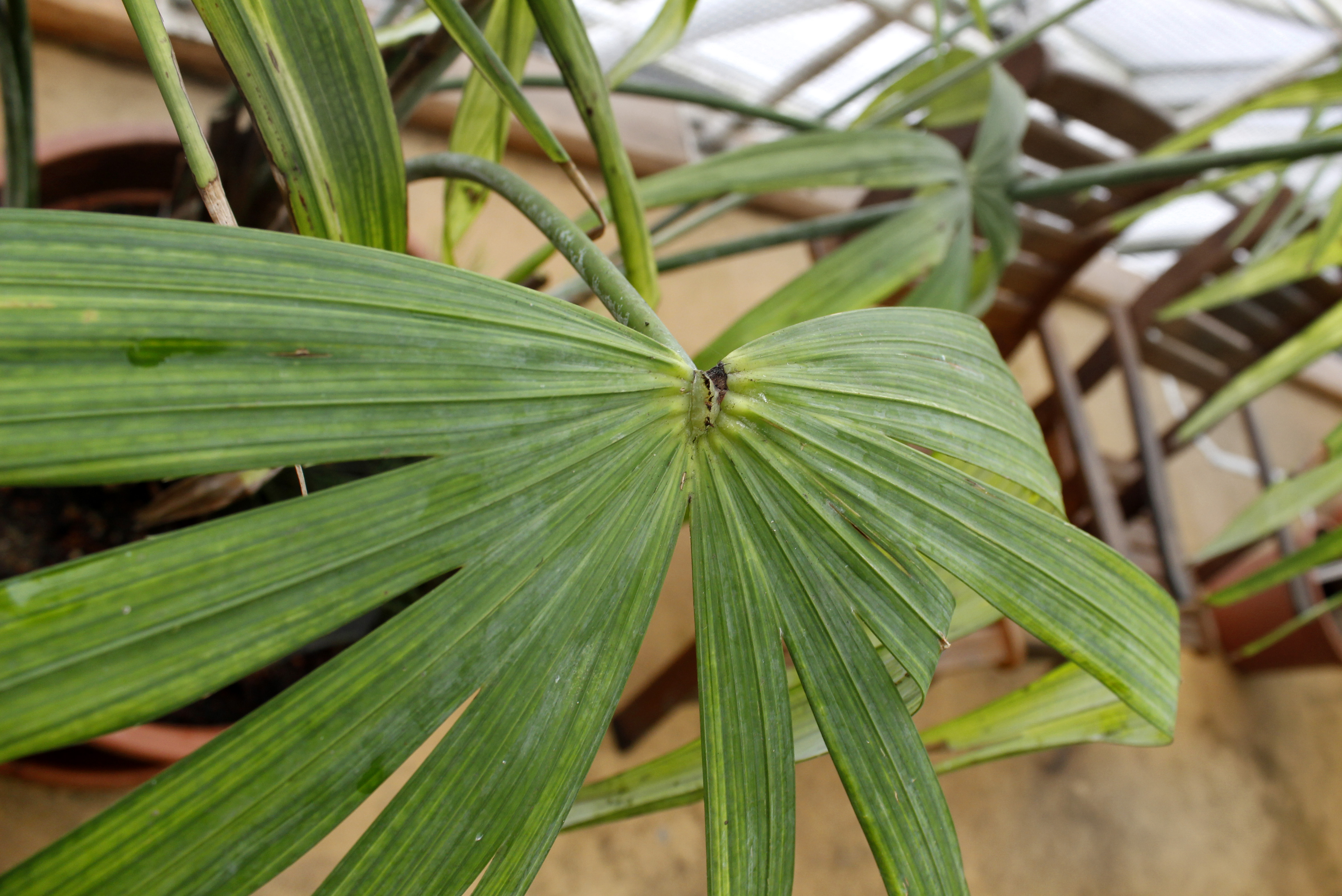
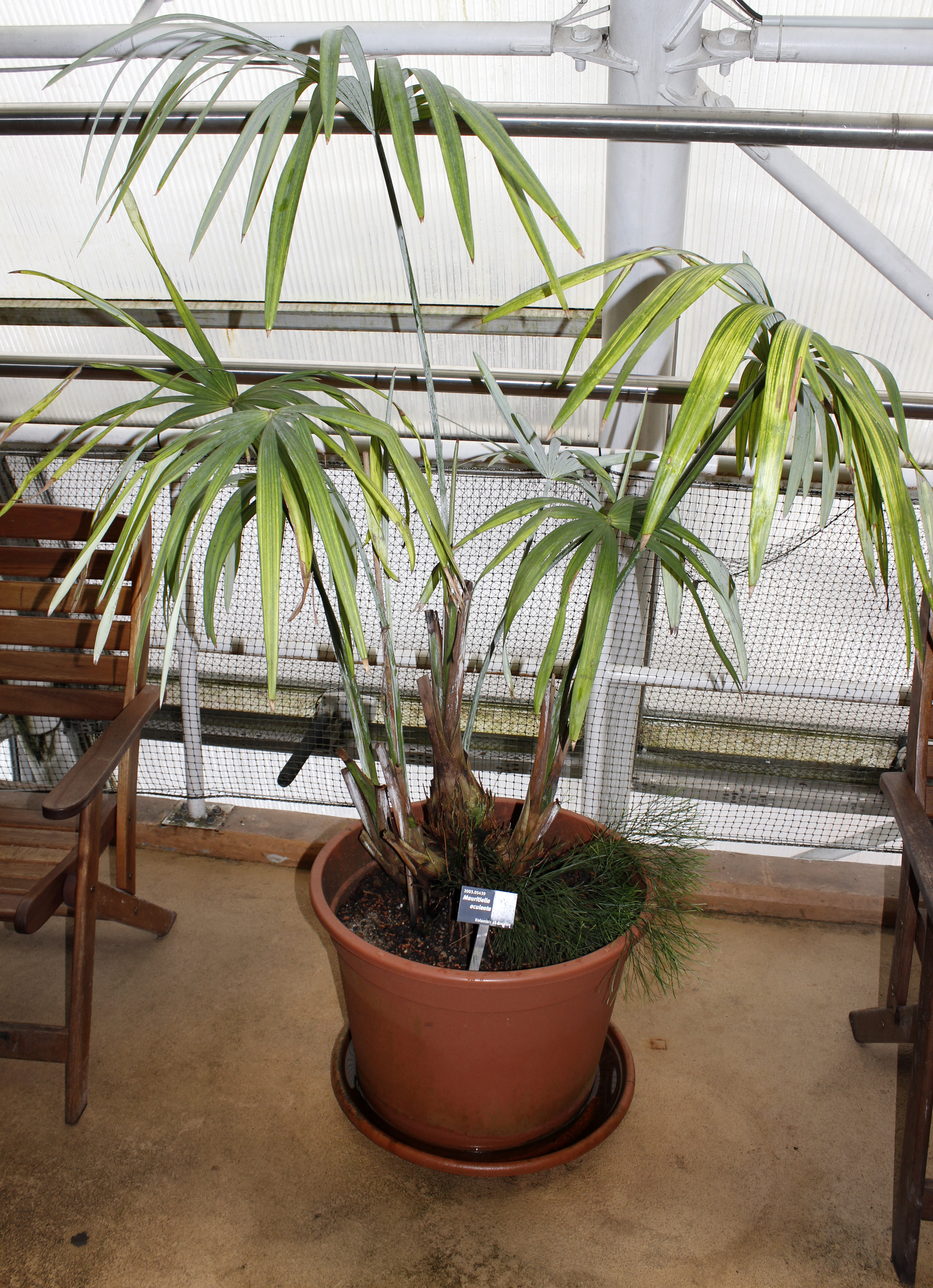